# Paweł (biskup kruszwicki)
Paweł (zm. w 1111 roku) – biskup kruszwicki.
Kronika Jana Długosza wskazuje, że był biskupem kruszwickim w latach 1097–1111. Został pochowany w katedrze kruszwickiej.